# North Sails
La North Sails è un produttore di attrezzature e abbigliamento per barche a vela. 

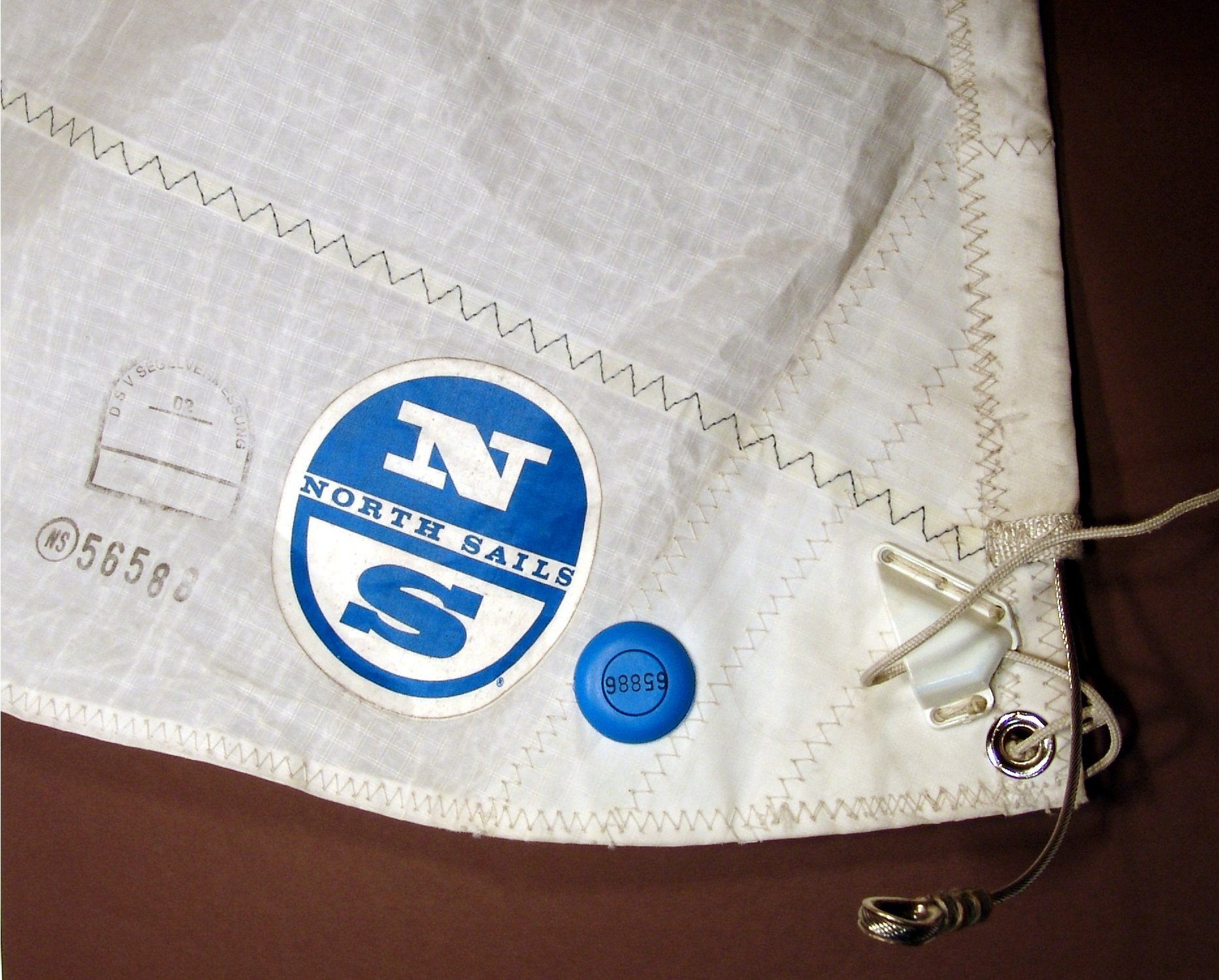
Vela della North Sails

## Storia
Fondata nel 1958  e attiva in 29 paesi, la società progetta, ingegnerizza e produce vele per barche da regata e da crociera da 2,5 m fino a 60 m di lunghezza. L'azienda produce anche equipaggiamento e abbigliamento per windsurf. È il più grande produttore di vele al mondo, con un fatturato annuo di 150 milioni di dollari nel 2011. Le vele dell'azienda vengono utilizzate nella Ocean Race e nella America's Cup.